# 신밧드의 모험
신밧드의 모험은 1975년에 닛폰 애니메이션에서 제작한 TV 애니메이션 시리즈이다. 이 이야기는 동화 신밧드를 바탕으로 한다. 1975년 10월 1일부터 1976년 9월 29일까지 후지 TV에서 총 52화로 방영되었다.
대한민국에서는 엄마 찾아 삼만리에 이어 1976년 11월 8일부터 1977년 11월 28일까지 (뒤이어 허클베리 핀의 모험) 매주 월요일 저녁 6시경 동양방송에서 방영되었다.

### 방송 일시
| 방송채널 | 방송 기간                       | 방송 시간 | 비고 |
| -------- | ------------------------------- | --------- | ---- |
| 후지 TV  | 1975년 10월 1일 ~ 1976년 9월 29 | 무정      | 종료 |

### 그 외의 방송사
동양방송, KBS 2TV EBS 1TV

## 등장인물
- 신밧드
- 셰라
- 알리바바
- 알라딘
- 하산
- 바그다드의 왕
- 샤르무 공주
- 인어공주
- 램프의 요정
- 타바사
- 발바
- 사타지트
- 스가루
- 푸른 대마왕

## 주제가
- 오프닝: 신밧드의 모험
- 엔딩: 신밧드의 노래

## 같이 보기
- 천일야화